# جيمس مل
جيمس مل أو جيس ميلن (6 أبريل 1773- 23 يوليو)، هو مؤرخ واقتصادي ومنظر سياسي وفيلسوف اسكتلندي، يعد واحدًا من مؤسسي المدرسة الراديكالية. كان ابنه جون ستيورات مل فيلسوفًا من رواد الفلسفة الليبرالية والنفعية والمهمة الحضارية للإمبراطورية البريطانية.
كتب جيمس مل العمل الضخم تاريخ الهند البريطانية. كان الكاتب الأول الذي يقسم تاريخ الهند إلى ثلاثة أجزاء: حكم الهندوس والمسلمون والبريطانيون. أثبت هذا التصنيف تفوقه في مجال الدراسات التاريخية الهندية بشكل كبير، لكنه اعتُبر في العقود الأخيرة بأنه يمثل مشكلة كبيرة.

## السيرة الذاتية
ولد جيمس ميلن الذي عُرف لاحقًا باسم جيمس مل في نورثووتر بريدج في أبرشية لوجي بيرت، أنغوس، إسكتلندا. كان والده جيمس ميلن صانع أحذية ومزارعًا صغيرًا، ووالداته إيزابيل فنتون من عائلة عانت من صلات مع ثورة ستيورات. قرر والداه أنه يجب أن يحصل على تعليم من الدرجة الأولى فأرسلاه إلى مدرسة الأبرشية ومن ثم إلى أكاديمية مونتروز، حيث بقي فيها حتى سن السابعة عشرة ونصف على نحو غير معتاد. التحق بجامعة إدنبرة وبرز هناك كعالم يوناني.
عُين في أكتوبر من عام 1789 كوزير للكنيسة في إسكتلندا، لكنه حقق القليل من النجاح. جاء في السيرة الذاتية لجون ستيورات مل بأن «والده وعلى الرغم من تلقي تعليمه من قبل عقيدة المشيخية الإسكتلندية، لم يشجع في دراساته المبكرة على رفض الاعتقاد بالوحي فحسب، بل أسس ما يمكن تسميته «عادة الدين الطبيعي»، وذلك منذ عام 1970 إلى 1802، إضافة إلى تنظيم العديد من الدورات التدريبية، شغل نفسه بالكثير من الدراسات التاريخية والفلسفية.
وجد في عام 1802، احتمالًا ضئيلًا لمهنة في إسكتلندا، فذهب إلى لندن مع السير جون ستيورات من فيتركارين، ثم مع عضو البرلمان كينكردينشيرن وكرس نفسه للعمل الأدبي. أصبح رئيسًا لتحرير مجلة دورية طموحة تدعى المجلة الأدبية بين عامي 1803 و1806، صرحت عن تقديمها لنظرة موجزة عن جميع الإدارات الرائدة في المعرفة الإنسانية. كتب في عام 1804 كتيبًا عن تجارة الذرة ناقش فيه أيضًا تصدير الحبوب.
نشر في عام 1805 ترجمة (تحتوي على ملاحظات واقتباسات) لمقال عن روح وتأثير إصلاح لوثر، وهو عمل لتشارلز دو فيلرز يعد هجومًا على الرذائل المزعومة للنظام البابوي. بدأ في نهاية العام نفسه بكتابة تاريخ الهند البريطانية، والذي استغرق 12 عامًا لإنهائه بدلًا من 3 أو 4 سنوات كما كان يتوقع. تزوج في نفس السنة من هارييت بورو التي حافظت والدتها الأرملة على ما كان يُعرف آنذاك بمؤسسة المجانين في هوكستون. انتقل بعد ذلك إلى منزل في بينتونفيل، حيث أنجب ابنه الأكبر، جون ستيورات مل في عام 1806.
تعرف في عام 1808 على جيرمي بنثام الذي ظل صديقه ورفيقه الأول لسنوات عديدة. تبنى مبادئ بنثام كلها، وعقد العزم على تكريس كل طاقاته لجلبها إلى العالم. كتب بين عامي 1806 و1818 لمجلة أنتي جاكوبين ريفيو ولبريتيش ريفيو وذا إلكتريك ريفيو، ولم يكن هنالك وسيلة لتتبع مساهماته. بدأ الكتابة لمجلة أدنبرة ريفيو في عام 1808، واستمر فيها بثبات حتى عام 1813. حملت مقالته الأولى فيها عنوان «المال والبورصة». كتب عن أمريكا الإسبانية والصين وفرنسيسكو ميراندا وشركة الهند الشرقية وحرية الصحافة. عُثر على مقالين له في المراجعة السنوية لعام 1808، «مراجعة لتاريخ فوكس» ومقالة عن «إصلاحات قانون بنثام» والتي ربما كانت أول ما ينشره عن بنثام. تعاون في عام 1811، مع ويليام ألين (1770- 1843)، وهو كيميائي من جمعية الأصدقاء الدينية (الكويكرز) في دورية سميت فيلانثروبيست. ساهم إلى حد كبير في كل القضايا، إلا أن موضوعاته الرئيسية كانت التعليم وحرية الصحافة وانضباط السجون (الذي شرح بموجبه بانوبتيكون بينثام). هاجم الكنيسة بقوة فيما يتعلق بنزاع بيل ولانكستر، وشارك في المناقشات التي أدت إلى تأسيس جامعة لندن في عام 1825. كتب عددًا من المقالات في عام 1814، تحتوي على شرح عن النفعية لملحق الطبعة الخامسة من موسوعة بريتانيكا، كان أهمها تلك التي تتعلق «بفقه القضاء» و«السجون» و«الحكومة» و«قانون الأمم».
نُشر تاريخ الهند البريطانية في عام 1818، وحصل على نجاح كبير وسريع، وأحدث تغييرًا في ثروة مؤلفه. عُين في السنة التالية مسؤولًا في بيت الهند، في القسم المهم المختص في فحص المراسلات الهندية. ترقى بشكل تدريجي حتى عُين في عام 1830، رئيسًا للمكتب براتب وصل إلى 1900 جينه إسترليني، وارتفع بحلول عام 1836 إلى 2000 جينه إسترليني. ظهر عمله العظيم، عناصر الاقتصاد السياسي، في عام 1821 (الطبعة الثالثة والمنقحة، 1825).
ساهم مل بين عامي 1824 و1826، في ذا ويستمينستر ريفيو، إذ بدأ بصفته عضوًا في حزبه، بعدد من المقالات التي هاجم فيها أدنبرة ريفيو وكورتلي ريفيو والمؤسسات الكنسية. ظهر في عام 1829، تحليل ظواهر العقل البشري. شغل مل دورًا كبيرًا في الدفاع عن شركة الهند الشرقية بين عامي 1831 و1833، خلال النزاع الذي حضره لتجديد ميثاقها، وشغل منصب الناطق باسم محكمة المدراء.

## التراث الفكري

### تاريخ الهند البريطانية
فضل ميل اتباع مقاربة أكثر نظرية في المواضيع الاجتماعية بدلًا من المقاربة التجريبية التي كانت شائعة في ذلك الوقت. يعد تاريخ الهند البريطانية أفضل أعماله الأدبية المعروفة، إذ يصف فيه استحواذ إنجلترا على الإمبراطورية الهندية ومن ثم على المملكة المتحدة، ويستعين بالنظرية السياسية لرسم حدود الحضارة الهندوسية، ويعرّض سلوك الجهات الفاعلة في المراحل المتعاقبة من غزو الهند وإدارتها للنقد الشديد. أحدث العمل نفسه، واتصال المؤلف الرسمي له بالهند على مدار السبعة عشر عامًا الأخيرة من حياته، تغييرًا كاملًا في نظام الحكم بأكمله في البلاد. لم يزر مل المستعمرة الهندية مطلقًا، بل اعتمد في تجميع أعماله على المواد الوثائقية وسجلات الأرشيف، مما عرض تاريخ الهند البريطانية إلى انتقادات حادة من قبل الاقتصادي البارز أمارتيا سن.
أوضح توماس تراوتمان بأن «عمل جيمس مل المؤثر تاريخ الهند البريطانية (1817)، وبشكل خاص المقال الطويل «الهندوس» الذي يتكون من عشرة فصول، يعد المصدر الوحيد والأكثر أهمية للهندوفوبيا البريطانية والعداء للاستشراق». كتب مل في الفصل الذي يحمل عنوان تأملات عامة وانعكاسات «في الهندوس»، ما يلي: «يكمن تحت السطح الخارجي اللماع للهندوس، ميل للخداع والغدر». وبحسب ما جاء به مل «نفس النفاق والكذب والغدر ونفس اللامبالاة تجاه مشاعر الآخرين ونفس الدعارة والفساد» جمعت بين كل من الهندوس والمسلمين. كان المسلمون يكرسون ثروتهم للمتعة، بينما كان الهندوس زاهدين. «في الحقيقة، الهندوس مثل المخصيين، يتفوقون في صفات العبيد»، وهم على غرار الصينيين «متظاهرون وخائنون وكاذبون إلى الحد الذي يفوق حتى المقياس المعتاد للمجتمع الأمي». «يميل كل من الصينيين والهندوس إلى المبالغة المفرطة بكل ما يتعلق بأنفسهم»، ويتصفون بكونهم «جبناء وعديمي المشاعر»، وبلغوا «أعلى درجات الغرور بأنفسهم، والاحتقار المضر للآخرين». علاوة على كل ذلك، كانوا «نجسين بالمعنى المادي بشكل مثير للاشمئزاز بالنسبة لشخصهم وفي منازلهم».

### السياسات البريطانية
لعب مل دورًا كبيرًا في السياسة البريطانية، إذ كان شخصية مهيمنة في تأسيس ما يُعرف باسم «الراديكالية الفلسفية». كانت كتاباته التي تحدث فيها عن الحكومة ونفوذه الشخصي بين الساسة الليبراليين في عصره، سببًا في تحديد تغير وجهة النظر من نظريات الثورة الفرنسية حول حقوق الإنسان والمساواة المطلقة بين الرجال والمطالبة بالأوراق المالية للحكم الصالح من خلال توسيع نطاق حق الانتخاب. حارب تحت هذا الشعار بمشروع قانون الإصلاح وفاز به. تابع من خلال عناصر الاقتصاد السياسي آراء صديقه دافيد ريكاردو. وصفت موسوعة بريتانيكا في عام 1911 عمله هذا بأنه ذو أهمية تاريخية، وأنه «ملخص دقيق للآراء التي جرى تجاهلها إلى حد كبير». من بين أهم أطروحات هذا العمل:
- تتلخص المشكلة الرئيسية التي يواجهها الإصلاحيون العمليون في الحد من الزيادة السكانية، على افتراض أن رأس المال لا يزيد بطبيعة الحال بنفس معدل الزيادة السكانية.
- تعتمد قيمة شيء ما بالكامل على كمية العمل التي توضع فيه.
- ما يعرف الآن باسم «الزيادة غير المكتسبة» في الأراضي، هو هدف مناسب للضرائب.

## وصلات خارجية
- جيمس مل على موقع الموسوعة البريطانية (الإنجليزية)
- جيمس مل على موقع إن إن دي بي (الإنجليزية)
- مؤلفات جيمس مل في مشروع غوتنبرغ